# مقاطعة دارشولا
مقاطعة دارشولا هي مدينة من مدن نيبال. يبلغ عدد سكانها 133,274 نسمة وذلك حسب إحصائيات سنة 2011. تبلغ مساحتها 2322 كم².